# Colm Keaveney
Colm Keaveney (* 11. Januar 1971 im County Galway, Irland) ist ein irischer Politiker (Fianna Fáil).
Von 2011 bis 2016 gehörte er dem Dáil Éireann, dem Unterhaus des irischen Parlaments, an. Bis Mitte 2013 war er Mitglied der Irish Labour Party, seit Dezember 2013 ist er Mitglied der Fianna Fáil.
Keaveney wuchs in Garrafrauns auf und besuchte das St. Jarlath’s College in Tuam. Er arbeitete als Gewerkschaftssekretär bei der SIPTU und war Präsident der Vereinigung der Studierenden Irlands.
Bei den Wahlen zum Dáil Éireann 1997 kandidierte er als Irish Labour Party-Mitglied erstmals für den Wahlkreis Galway East, erreichte jedoch keine ausreichende Stimmenzahl. 1999 wurde er in den Stadtrat von Tuam und 2004 sowie 2009 in den Galway County Council gewählt. 2007 war er erneut erfolglos beim Versuch, in den Dáil Éireann einzuziehen. Bei den Wahlen zum Dáil Éireann 2011 konnte er dann für die Irish Labour Party in Galway East einen Sitz erringen. Im Dezember 2012 stimmte er als Abgeordneter gegen die eigene Regierung. Juni 2013 verließ er Labour. Er saß dann kurze Zeit als unabhängiger Abgeordneter im Parlament und wechselte dann im Dezember 2013 zur Partei Fianna Fáil. Diesen Beitritt kommentierte er damit, dass er sagte, dass die Fianna Fáil aus den Fehlern ihrer Vergangenheit gelernt habe. Dagegen meinte sein parteiinterner Gegner in der Irish Labour Party, Pat Rabbitte, dass sich auf himmlischen Wegen ein Paar gefunden habe. Auch innerhalb der Fianna Fáil gab es Widerstände aus der Gegend um Galway. Keaveneys Versuche, bei den Wahlen 2016 und 2020 für die Fianna Fáil in den Dáil einzuziehen, misslangen. Auch sein Versuch, in den Seanad Éireann gewählt zu werden, scheiterte. Zuletzt wurde er 2019 in den Galway County Council gewählt. 2024 trat er nicht mehr an.
2016 musste er Insolvenz anmelden. Im Juni 2023 wurde er wegen Führen eines Fahrzeugs unter dem Einfluss von Drogen (Kokain) und wegen Führen eines Fahrzeugs ohne Versicherungsschutz verhaftet. Ihm wurde der Führerschein für vier Jahre entzogen.
Keaveney ist verheiratet und hat drei Kinder.